# کج‌خلقی
کج‌خلقی، افسرده‌خویی یا دیس‌تایمی (به انگلیسی: Dysthymia) نوعی اختلال خلقی مزمن است و در ردهٔ افسردگی قرار می‌گیرد. این نوع افسردگی مزمن، شدت کمتری نسبت به اختلال افسردگی اساسی دارد.
دیس‌تایمی — که به نام اختلال افسردگی مداوم، شناخته می‌شود — یک اختلال خُلقی است که از همان مشکلات فیزیکی و شناختی افسردگی، تشکیل شده است ولی با علائم طولانی‌تر. این عنوان توسط رابرت اسپیتزر به‌عنوان جایگزین اصطلاح «شخصیت افسرده» در اواخر دهه ۱۹۷۰ ابداع شد. در کتابچه راهنمای تشخیصی و آماری اختلالات روانی (DSM-V) دیس‌تایمی حالت جدی از افسردگی مزمن است که برای حداقل دو سال، دوام دارد (برای کودکان و نوجوانان یک سال). حاد بودن دیس‌تایمی از اختلال افسردگی اساسی، کمتر است. از آنجایی که دیس‌تایمی یک اختلال مزمن است، مبتلایان ممکن است علائم را سال‌ها قبل از اینکه تشخیص را دریابند، تجربه کرده باشند؛ البته اگر بتوانند اصلاً تشخیصی دریافت کنند. مبتلایان ممکن است معتقد باشند که افسردگی، بخشی از شخصیتشان است؛ بنابراین، ممکن است که حتی در مورد علائمشان با پزشکان، اعضای خانواده یا دوستان، بحث نکنند. در DSM-5 دیس‌تایمی جایگزین اختلال افسردگی پایدار شده است. این وضعیت جدید، شامل هر دو اختلال افسردگی عمدهٔ مزمن و اختلال دیس‌تایمیِ قبلی است. دلیل برای این تغییر، این است که مدرکی برای تفاوت معنادار بین این دو وضعیت یافت نشده است.

## علائم و نشانه‌ها
خصوصیات دیس‌تایمی شامل دوره طولانی از خلق‌وخوی افسرده است؛ همراه با حداقل دو علامت دیگر که ممکن است شامل این ها باشد: بی‌خوابی یا پرخوابی، خستگی یا کاهش انرژی، تغییر خوردن (کمتر یا بیشتر)، عزت نفس پایین یا احساس ناامیدی. تمرکز ضعیف یا تصمیم‌گیری سخت به عنوان علائم احتمالی دیگر درمان می‌شوند. درجه خفیف دیس‌تایمی ممکن است منجر شود به عقب‌نشینی افراد از استرس و اجتناب از فرصت‌ها برای شکست. در موارد شدید تر دیس‌تایمی، مردم ممکن است حتی از فعالیت‌های روزانه عقب‌نشینی کنند. آن‌ها معمولا در فعالیت‌های معمول سرگرمی‌ها لذت کمی پیدا می‌کنند. تشخیص دیس‌تایمی به دلیل نامحسوس بودن علائم می‌تواند مشکل باشد و بیماران اغلب می‌توانند آن‌ها را در موقعیت‌های اجتماعی پنهان کنند و این تشخیص علائم را برای دیگران دشوار می‌کند. علاوه بر این، دیس‌تایمی اغلب همراه با دیگر اختلالات روانی اتفاق می‌افتد که باعث پیچیدگی تعیین حضور دیس‌تایمی می‌شود؛ خصوصاً به این دلیل که علائم اختلالات باهم هم‌پوشانی دارند. در افراد دیس‌تایمی وقوع بالایی از بیماری‌های همراه وجود دارد. رفتار خودکشی همچنین یک مشکل خاص در افراد داری دیس‌تایمی می‌باشد. جستجو برای نشانه‌های افسردگی اساسی، اختلال پانیک، اختلال اضطراب فراگیر، سوء مصرف مواد و الکل و اختلال شخصیت بسیار مهم است.

## علت
هیچ علت زیستی شناخته‌شده‌ای وجود ندارد که همیشه در همه موارد دیس‌تایمی وجود داشته باشد که این نشان‌دهنده علل مختلف این اختلال است. اگرچه برخی نشانه‌ها از استعداد ژنتیکی به دیس‌تایمی وجود دارد. فاکتورهای دیگر که با دیس‌تایمی ارتباط دارند شامل استرس، انزوای اجتماعی و کمبود حمایت اجتماعی می‌باشند.

## شرایط همزمان
دیس‌تایمی اغلب با دیگر اختلالات روانی همزمان است. «افسردگی مضاعف» وقوع همزمان دوره های افسردگی اساسی به‌علاوه دیس‌تایمی است.

## تشخیص
فرد در اکثر اوقات روز و در اکثر روزها دارای خلق افسرده است که یا خودش بیان می‌کند که این خلق را دارد و یا این حالت را دیگران مشاهده می‌کنند و برای حداقل دو سال در این حالت است (نکته: در کودکان و نوجوانان در برخی موارد خلق تحریک‌پذیر است و مدت زمان یکسال هم کافی است.).
وقتی فرد افسرده است، حداقل دو علامت زیر را دارد:
1. کاهش اشتها یا پرخوری
2. بی‌خوابی یا پرخوابی
3. کاهش انرژی یا خستگی
4. افت اعتماد به نفس
5. تمرکز ضعیف یا قدرت تصمیم گیری پایین
6. احساس ناامیدی[۳]

## پیشگیری
اگرچه هیچ روش روشنی برای جلوگیری از بروز دیس‌تایمی وجود ندارد، یک سری پیشنهادها وجود دارد. از آنجایی که دیس‌تایمی اغلب در کودکی اتفاق می‌افتد، مهم است تا کودکانی را که ممکن است در خطر ریسک هستند، شناسایی کنیم. ممکن است کار با کودکان برای کمک به کنترل استرسشان، افزایش انعطاف‌پذیری، افزایش اعتماد به نفس و فراهم کردن شبکه حمایت اجتماعی سودمند باشد. این روش‌ها ممکن است در قطع یا تاخیر در علائم دیس‌تایمی مفید باشد.

## درمان
در گذشته بیماران دچار اختلال دیس‌تایمی را یا درمان نمی‌کردند یا تحت روان‌درمانی درازمدت مبتنی بر بینش قرار می‌دادند اما امروزه از اطلاعات فعلی عینی‌ترین تایید درمان به نفع شناخت درمانی، رفتار درمانی و دارودرمانی به دست می‌آید. ترکیب داروهای ضد افسردگی با شناخت درمانی یا رفتار درمانی شاید موثرترین درمان برای این اختلال باشد.